# Lance Reddick

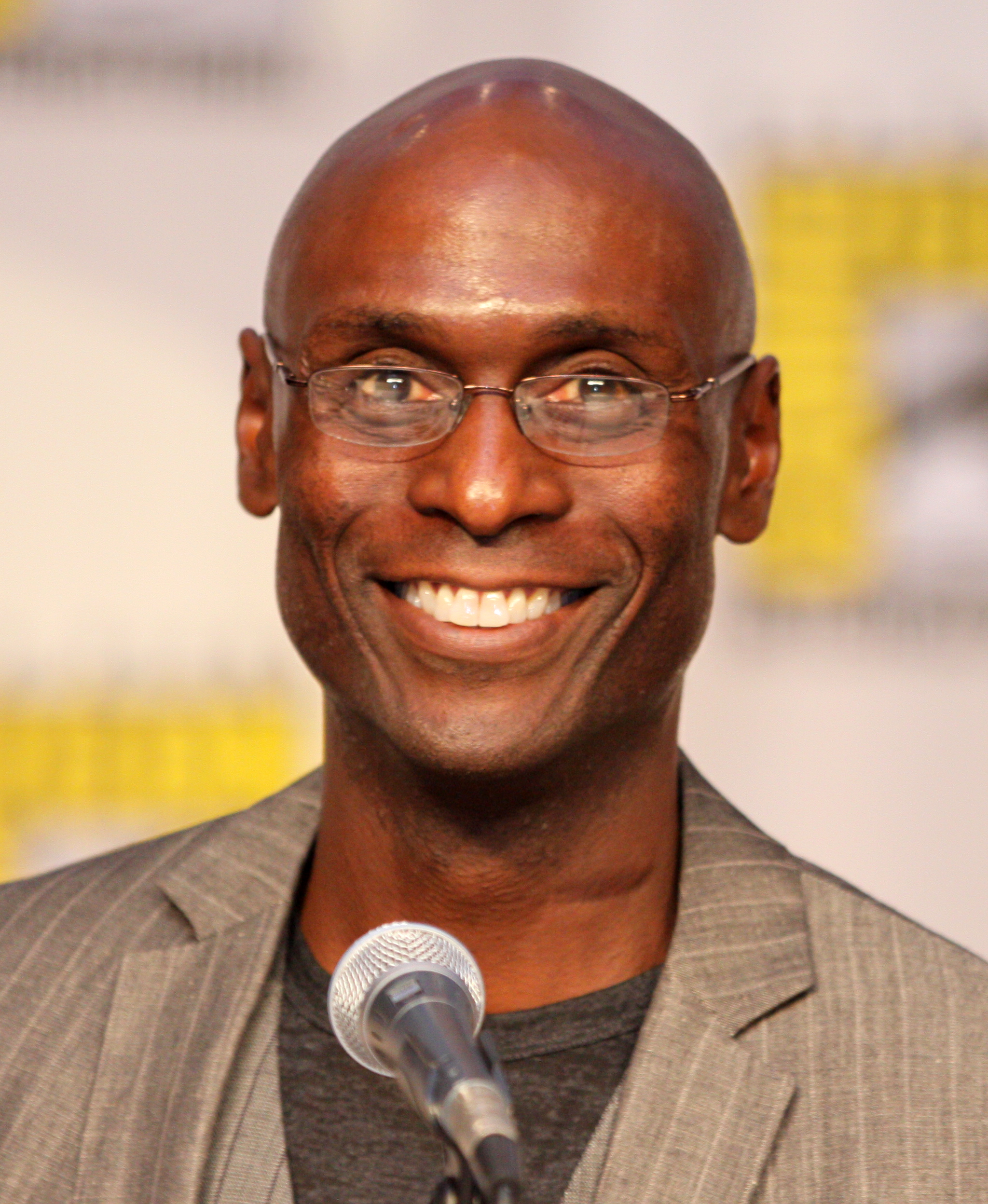
Lance Reddick, 2010

Lance Reddick (* 7. Juni 1962 in Baltimore, Maryland; † 17. März 2023 in Studio City, Los Angeles, Kalifornien) war ein US-amerikanischer Schauspieler.

## Leben und Karriere
Reddick wuchs in seiner Geburtsstadt als Einzelkind auf, da sein wesentlich älterer Bruder bereits aus dem Haus war. Seine Mutter war Musiklehrerin. Der Vater war Lehrer für Englisch und Sozialkunde und arbeitete nach einem späteren Jurastudium als Strafverteidiger. Reddick besuchte zunächst in Baltimore eine von Quäkern gegründete High School, an der seine Eltern beschäftigt waren. Nach dem Abschluss ging er auf die University of Rochester, wo er Schauspiel und Physik als Hauptfächer belegte, erste Erfahrungen als Darsteller sammelte und eine Affinität zu den Werken Shakespeares entwickelte. Inspiriert von seiner Mutter strebte er jedoch eine Karriere als Musiker an und wechselte nach einem Jahr an die zur selben Universität gehörende renommierte Eastman School of Music, wo er vier Jahre Klassische Komposition als Hauptfach studierte.
Seine Versuche, danach als Popmusiker Fuß zu fassen, scheiterten jedoch. Der mittlerweile verheiratete Vater einer Tochter musste seine Familie als Kellner, Pizza- und Zeitungsbote durchbringen. Zudem erlitt er eine schwere Rückenverletzung, die ihn für einen Monat arbeitsunfähig machte. Er bekam jedoch auch erste kleinere Engagements als Schauspieler und beschloss schließlich, die Schauspielerei als Sprungbrett für eine Karriere als Musiker zu nutzen. Mit 29 Jahren wurde er an der zur Yale University gehörenden Yale School of Drama aufgenommen. Nach dem Abschluss 1994 war er vor allem auf der Bühne tätig und spielte kleinere Rollen in Film- und Fernsehproduktionen. Unter anderem war Reddick 1998 in den Kinofilmen Große Erwartungen, Ausnahmezustand und Godzilla zu sehen sowie im Jahr 2000 in drei Folgen der Krimiserie Falcone. Seine erste größere Rolle hatte er im gleichen Jahr in dem Film Ich träumte von Afrika mit Kim Basinger.

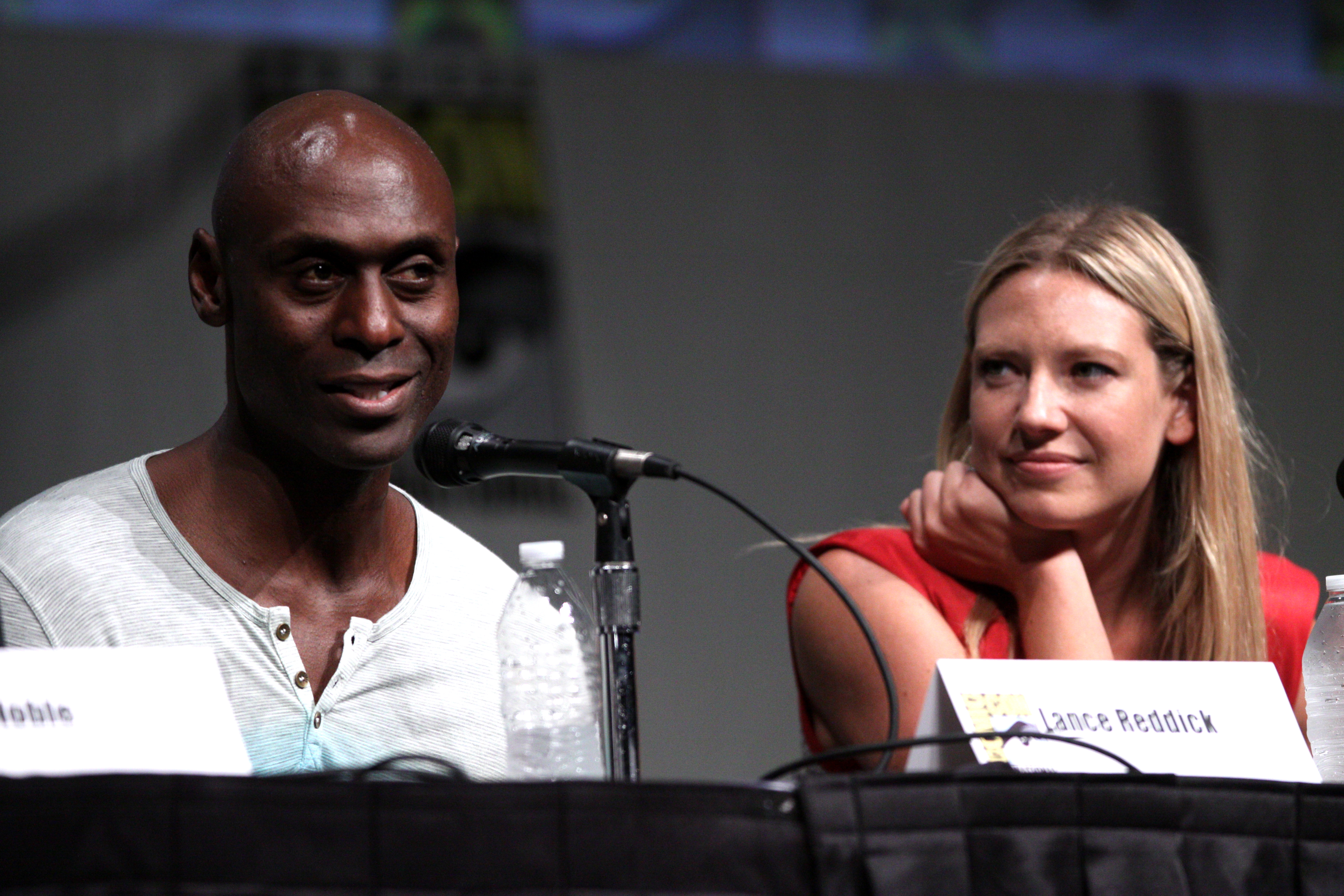
Lance Reddick und Anna Torv am 2012 San Diego Comic-Con International in San Diego, California

Seine Rolle als Detective John Basil in zwölf Folgen der Serie Oz – Hölle hinter Gittern (2000/2001) brachte Reddick den Durchbruch als Schauspieler. In der Erfolgsserie The Wire bekam er nach mehrmaligem Vorsprechen den Part des Lieutenant Cedrick Daniels, den er ab 2002 in allen 60 Folgen verkörperte. Von 2008 bis 2012 spielte er eine der Hauptrollen in der Serie Fringe – Grenzfälle des FBI. Zugleich trat er in der vierten und fünften Staffel der Serie Lost auf. 2014 war er in einer Nebenrolle als Charon, Concierge im „Continental New York“, eines Hotels für Auftragskiller, in dem Actionfilm John Wick zu sehen. Diese Rolle übernahm er auch in den folgenden drei Teilen der John-Wick-Filmreihe, zuletzt 2023, posthum war er außerdem im Spinoff From the World of John Wick: Ballerina (2025) zu sehen. Von 2014 bis 2021 war er neben Titus Welliver in der von Amazon produzierten Fernsehserie Bosch in einer durchgehenden Rolle als Irvin Irving zu sehen.
2008 veröffentlichte Reddick ein Musikalbum mit dem Titel Contemplations & Remembrances.
2016 verkörperte er die Rolle von Martin Hatch im Computerspiel Quantum Break, außerdem kam er auch in den vier Live-Action-Episoden vor. Im Videospiel Horizon Zero Dawn aus dem Jahr 2017 stellte er die Figur Sylens dar. Auch im 2022 erschienenen Nachfolger Horizon Forbidden West hat er diese Rolle erneut übernommen.
Sein Schaffen als professioneller Mime umfasst mehr als 100 Produktionen. 
Reddick starb im März 2023 im Alter von 60 Jahren in seinem Haus in Studio City, einem Stadtteil von Los Angeles, plötzlich eines natürlichen Todes. Der Gerichtsmediziner gab als Todesursache eine Herzkrankheit an, was jedoch von seiner Familie und seiner Agentur angesichts seiner sehr gesundheitsbewussten Lebensführung angezweifelt wurde.
Lance Reddick war verheiratet und hatte einen Sohn und eine Tochter.

## Filmografie (Auswahl)

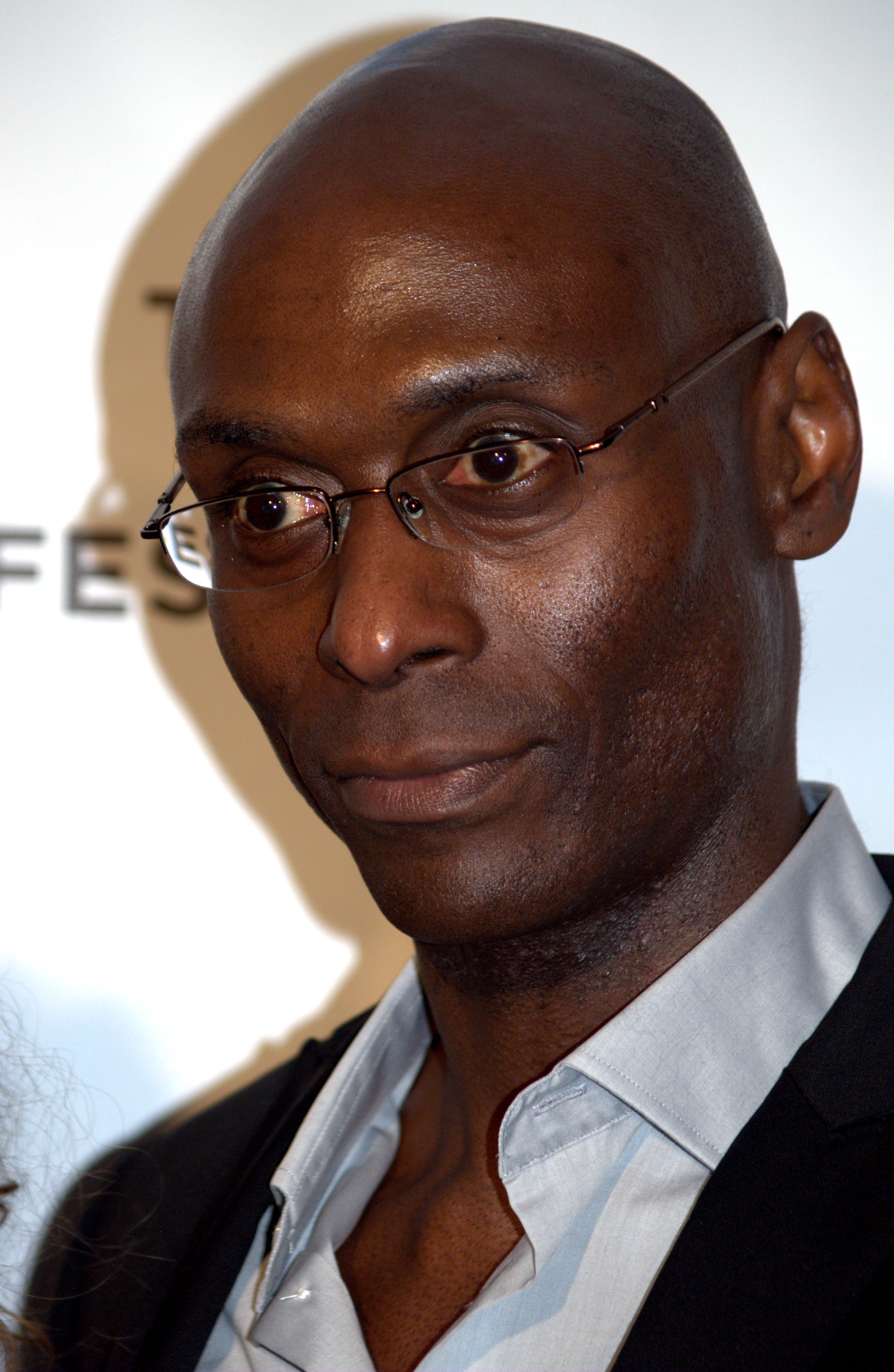
Lance Reddick, 2009

### Film
- 1998: Große Erwartungen (Great Expectations)
- 1998: Godzilla
- 1998: Ausnahmezustand (The Siege)
- 2000: Ich träumte von Afrika (I Dreamed of Africa)
- 2001: Sag’ kein Wort (Don’t Say a Word)
- 2002: Bridget
- 2004: Brother to Brother
- 2006: Dirty Work (aka Bad City)
- 2008: Tennessee
- 2008: The Way of War
- 2010: Jonah Hex
- 2011: Remains of the Walking Dead
- 2012: Um Klassen besser (Won’t Back Down)
- 2013: White House Down
- 2013: Oldboy
- 2014: John Wick
- 2014: The Guest
- 2017: John Wick: Kapitel 2 (John Wick: Chapter 2)
- 2018: The Domestics
- 2018: Little Woods
- 2019: John Wick: Kapitel 3 (John Wick: Chapter 3 – Parabellum)
- 2019: Angel Has Fallen
- 2020: Sylvie’s Love
- 2020: One Night in Miami
- 2021: Godzilla vs. Kong
- 2023: John Wick: Kapitel 4 (John Wick: Chapter 4)
- 2023: White Men Can’t Jump
- 2023: Die Caine-Meuterei vor Gericht (The Caine Mutiny Court-Martial)
- 2024: Shirley
- 2025: From the World of John Wick: Ballerina

### Fernsehen
- 1990: Against the Law (Fernsehserie)
- 1996: New York Undercover (Fernsehserie)
- 1996: Swift Justice (Fernsehserie)
- 1997: Explosion des Schweigens (What the Deaf Man Heard)
- 1997: Die Nanny (The Nanny, Fernsehserie)
- 1998: The Fixer
- 1998: The Mob – Der Pate von Manhattan (Witness to the Mob)
- 1999: The West Wing – Im Zentrum der Macht (The West Wing, Fernsehserie)
- 2000: The Beat (Fernsehserie)
- 2000: Falcone (Fernsehserie)
- 2000: The Corner (Fernsehserie)
- 2000: Oz – Hölle hinter Gittern (Oz, Fernsehserie)
- 2001, 2004: Law & Order (Fernsehserie)
- 2000–2001: Law & Order: Special Victims Unit (Fernsehserie)
- 2002: Keep the Faith, Baby
- 2002: 100 Centre Street (Fernsehserie)
- 2002–2008: The Wire (Fernsehserie)
- 2003: Criminal Intent – Verbrechen im Visier (Law & Order: Criminal Intent, Fernsehserie)
- 2005–2006: CSI: Miami (Fernsehserie)
- 2007: Numbers – Die Logik des Verbrechens (NUMB3RS, Fernsehserie)
- 2008, 2009: Lost (Fernsehserie)
- 2008–2013: Fringe – Grenzfälle des FBI (Fringe, Fernsehserie)
- 2012: TRON: Der Aufstand (Tron: Uprising, Zeichentrickserie)
- 2014, 2018: American Horror Story (Fernsehserie)
- 2014: Intelligence (Fernsehserie)
- 2014: The Blacklist (Fernsehserie)
- 2014–2021: Bosch (Fernsehserie)
- 2015: Castle (Fernsehserie, Folge 7x23 Die Maske des Mörders)
- 2018–2020: Corporate (Fernsehserie)
- 2021: Young Sheldon (Fernsehserie, Folge 5x07 Die verhängnisvolle Brücke und das verdrehte Knie)
- 2022: Resident Evil (Fernsehserie)
- 2022: The Legend of Vox Machina (Zeichentrickserie)
- 2022: Farzar (Zeichentrickserie)
- 2023: Bosch: Legacy (Fernsehserie, Folge 2x10)
- 2024: Percy Jackson: Die Serie (Percy Jackson and the Olympians, Fernsehserie, Folge 1x08)

## Videospiele
- 2009: 50 Cent: Blood on the Sand (Derek Carter)
- 2014: Destiny (Commander Zavala)
- 2016: Quantum Break (Martin Hatch)
- 2017: Payday 2 (Charon)
- 2017: Horizon Zero Dawn (Sylens)
- 2017: Destiny 2 (Commander Zavala)
- 2019: John Wick Hex (Charon)
- 2022: Horizon Forbidden West (Sylens)
- 2023: Hellboy Web of Wyrd (Hellboy)